# A maffia szentjei
A maffia szentjei (eredeti cím: The Many Saints of Newark) egy 2021-es amerikai krimi filmdráma, amelyet Alan Taylor rendezett, a forgatókönyvet David Chase és Lawrence Konner írta. A film Chase Maffiózók című HBO-krimisorozatának előzményfilmje, és az 1960-as és 1970-es években játszódik a New Jersey állambeli Newarkban. A film egy erőszakos bandaháborút követ nyomon Dickie Moltisanti maffiózó és tizenéves unokaöccse, Tony Soprano szemszögéből. A főszerepekben Alessandro Nivola alakítja Dickie-t és Michael Gandolfini Tony-t, az apja által megformált karaktert a sorozatban. Mellékszerepekben pedig Leslie Odom Jr., Jon Bernthal, Corey Stoll, Billy Magnussen, Michela De Rossi, John Magaro, Ray Liotta és Vera Farmiga látható. Ez volt Liotta egyik utolsó filmje 2022-ben bekövetkezett halála előtt.

## Rövid történet
Olasz és afroamerikai származású gengszterbandák összetűzése a bűnözői alvilágban az 1960-as években. A történet középpontjában a maffia katonája, Richard "Dickie" Moltisanti áll, aki a hírhedt Soprano-család tagja, a "Johnny Boy" Soprano által alapított, az 1950-es években létrehozott DiMeo maffiacsalád részeként.

## Szereplők
| Szerep                       | Színész            | Magyar hang         |
| ---------------------------- | ------------------ | ------------------- |
| Dickie Moltisanti            | Alessandro Nivola  | Rajkai Zoltán       |
| Harold McBrayer              | Leslie Odom, Jr.   | Makranczi Zalán     |
| Johnny Soprano               | Jon Bernthal       | kárpáti Levente     |
| Junior Soprano               | Corey Stoll        | Galambos Péter      |
| 'Hollywood Dick' Moltisanti  | Ray Liotta         | Papp János          |
| Salvatore 'Sally' Moltisanti | Ray Liotta         | Barabás Kiss Zoltán |
| Livia Soprano                | Vera Farmiga       | Kocsis Mariann      |
| Giuseppina Moltisanti        | Michela De Rossi   |                     |
| Tony Soprano tiniként        | Michael Gandolfini |                     |
| Christopher Moltisanti       | Michael Imperioli  |                     |

## Forgatás
A forgatás 2019. április 3-án kezdődött Brooklynban, május 7-től Newarkban, és 2019 júniusában fejeződött be, 50 millió dolláros költségvetéssel. , A Newarkban található Branford Place utcát úgy alakították át, hogy az 1960-as évekbeli korszakhoz illeszkedjen, beleértve a kirakatokat, épületeket és neonfeliratokat.A film technikai tanácsadójaként Luther Engler nyugalmazott Newark-i rendőrtiszt szolgált.[30] A film technikai tanácsadója volt.
Az utóforgatás Bloomfieldben is zajlott, de a Covid19 világjárvány miatt le kellett állítani a forgatást, amit csak 2020. szeptemberében folytathattak. 

## Kritikai visszhang
A Rotten Tomatoes-on a Letaszítva 71%-os tetszési indexet ért el 227 kritikus véleménye alapján. 161 kritikus pozitívan 66 kritikus negatívan értékelte a filmet.

## Fordítás
- Ez a szócikk részben vagy egészben  a   The Many Saints of Newark című angol Wikipédia-szócikk fordításán alapul.  Az eredeti cikk szerkesztőit annak laptörténete sorolja fel. Ez a jelzés csupán a megfogalmazás eredetét és a szerzői jogokat jelzi, nem szolgál a cikkben szereplő információk forrásmegjelöléseként.